# Australian Recording Industry Association

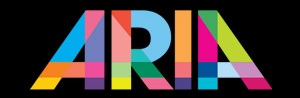
ARIA logo

Az Australian Recording Industry Association (ARIA) egy olyan szakszervezet, mely az ausztrál lemezipar szereplők érdekeit képviseli, s melyet az 1970-es években hat nagy kiadó vállalat, az EMI, a Festival, a CBS, a RCA, a WEA és a Universal hozott létre az addig létezett, 1956-ban alapított Association of Australian Record Manufacturers (AARM) utódjául. A zenei linencek és jogdíjak beszedését, adminisztrálását és szétosztását felügyeli.
A szervezetnek több mint 100 tagja van, melyek tagjai között megtalálhatóak a kicsi, jellemzően 1-5 főt alkalmazó kiadók, a közepes szervezetek és a nemzetközi hálózattal rendelkező nagyon nagy cégek is. Az ARIA vezetéséért a kis és nagy kiadók vezetői közül vegyesen kikerülő tagokból álló igazgatóság felel.

## Története
Ausztrália legnagyobb lemezkiadó cégei 1956-ban alapították meg az Association of Australian Record Manufacturers-t. (AARM) Ezt váltotta fel az 1970-es években az Australian Recording Industry Association, melyet a hat nagy, Ausztráliában üzemelő lemezkiadó hozott létre. Az alapító tagok az EMI (most a Universal Music Group része), a Festival Records, a CBS (mostani nevén Sony Music), az RCA, (most a Sony Music) része, a WEA (mostani nevén Warner Music Group) és a Polygram (a mostani Universal) voltak. Később független előadókat, márkákat képviselő kiadók is csatlakoztak hozzá, és a 2020-as években már több mint 100 tagja van. 1997-ben a hat nagy kiadó biztosította az összes értékesítés 90%-át. Az ARIA vezetéséért a kis és nagy kiadók vezetői közül vegyesen kikerülő tagokból álló igazgatóság felel.

## ARIA listák
Az ARIA Charts a legnagyobb ausztrál lemezeladási lista, melyet hetente tesz közzé az Australian Recording Industry Association. A listán a legnagyobb példányszámban eladott, minden fajta kis- és nagylemezek szerepelnek. Minden listán minden, Ausztráliában digitálisan vagy fizikailag értékesített lemez szerepel.
Az első, nyomtatásban elérhető nemzeti top 50-es a Countdown chart lista az 1983. július 10-én véget ért hét eredményeit listázta.
Az ARIA 1988. június 13-ától készít házon belül kimutatásokat, melyek közül az elsőt 1988. június 26-án publikálták, és ekkor lett lett belőle hivatalos ausztrál hivatalos lista.

## ARIA minősítések

### Jelenlegi minősítési szintek
Zenei kis- vagy nagylemez akkor éri el a platina minősítést, ha legalább 70.000 darabot vittek ki kiskereskedőknek. Az arany minősítéshez 35.000 kiszállított példány kellett. 2015. novemberben hozták létre a gyémánt minősítést, melynek eléréséhez 500.000 kiszállított/értékesített darabra volt szükség. A gyémánt minősítés mérőszámába beletartoznak az értékesítési mennyiségek, valamint a 2014. július 1-e utáni számeladások, melyek közül 10 szám felel meg egy lemeznek.
Zenei (korábban videós) DVD-knél az arany minősítéshez 7500 példány kellett, s 15.000 kiszállított példánytól számított egy korong platinának.
| Formátum  | Jelenlegi minősítési szintek | Jelenlegi minősítési szintek | Jelenlegi minősítési szintek |
| Formátum  | Arany                        | Platina                      | Gyémánt                      |
| --------- | ---------------------------- | ---------------------------- | ---------------------------- |
| Nagylemez | 35.000                       | 70.000                       | 500.000                      |
| Kislemez  | 35,000                       | 70,000                       | N/A                          |
| Zenei DVD | 7500                         | 15.000                       | N/A                          |

1. 1 2 3  szerk.: Siobhan O'Connor: The book of Australia : almanac 1997–98. Balmain, NSW: Ken Fin: Watermark Press for Social Club Books, 515. o. (1997). ISBN 1-875973-71-0
2. ↑  How are the ARIA Charts prepared each week?. Australian Recording Industry Association. [2014. január 26-i dátummal az eredetiből archiválva]. (Hozzáférés: 2013. december 30.)
3. ↑  The first ARIA top 50 singles chart (Countdown, 3rd July 1983). YouTube. [2021. október 31-i dátummal az eredetiből archiválva]. (Hozzáférés: 2015. december 19.)
4. ↑  Scott, Gavin: 30 Years Ago This Week: June 26, 1988. chartbeats.com.au. [2019. március 24-i dátummal az eredetiből archiválva]. (Hozzáférés: 2019. március 24.)
5. ↑  Ryan, Gavin: ARIA Albums: Adele '25' Debuts At No 1 in Australia. Noise11, 2015. november 28. (Hozzáférés: 2015. november 28.)
6. 1 2 3  Code of Practice for ARIA Charts. ARIA, 2022. március 1. (Hozzáférés: 2022. április 4.)
7. ↑  ARIA Charts - Gold and Platinum ARIA Accreditation Awards. Australian Recording Industry Association. (Hozzáférés: 2022. április 4.)

### Korábbi minősítési szintek
1977. január 1-én az Australian Record Industry Association bejelentette, hogy jelentősen felülvizsgálja a minősítést rendszerét. Innentől kezdődően nem az értékesítési ár, hanem a darabszám alapján adták a minősítéseket. Az arany minősítéshez kislemezből 50.000,  EP-ből 30.000, nagylemezből 20.000 darabot kellett értékesíteni.
Ugyanekkor az ausztrál piac bővülésének elismeréseként létrehoztak egy platina minősítést. Ehhez kislemezből, 100.000, nagylemezből 50.000 példányt kellett eladni.
| Formátum   | 1983-ig használt akkreditációs szintek | 1983-ig használt akkreditációs szintek |
| Formátum   | Arany                                  | Platina                                |
| ---------- | -------------------------------------- | -------------------------------------- |
| Nagylemez  | 20.000                                 | 50.000                                 |
| Középlemez | 30.000                                 | N/A                                    |
| Kislemez   | 50.000                                 | 100.000                                |

1977 előtt a díjakat az értékesítés után számított bevétel alapján osztották, melyeknek azért megvolt darabra is az átszámíthatósága, és csak arany minősítéseket lehetett kapni.
| Kis- és nagylemez | $50.000 |

## ARIA díjak

### ARIA No. 1 Chart Awards
Az ARIA No. 1 Chart Awardsot 2002-ben alapították, hogy ezzel ismerjék el azokat az előadókat, akik az ARIA kislemezeket, nagylemezeket és zenei DVD-ket mérő eladási listáin első helyet értek el.

### ARIA Music Awards
Az ARIA Music Awards egy díjkiosztó estéket magába foglaló sorozat, mellyel az ausztrál zeneipart ünneplik. A rendezvényt 1987. óta tartják meg. EItt több díjat is kiosztanak. ilyen az általános és műfaj szerinti ARIA Awardsok, a Fine Arts Awards a 2004. óta külön megrendezett Artisan Awards a Lifetime Achievement Awards és az ARIA Hall of Fame (melyet 2005. és 2010. között különn tartottak meg, de 2011-ben visszakerült a gála műsorába.
Az ausztrál televíziós popműsora, a Countdown az ARIA együttműködésével Carolyn James (a.k.a. Carolyn Bailey) szereplésével 1981. és 1984. között elkészítette a saját díjátadóját. Az ARIA több szakértő szavazatát gyűjtötte be, míg a Countdown a hozzá tartozó Countdown Magazine kuponjain keresztül gyűjtötte a szavazatokat. Az 1985-ös, 1986. április 14-én tartott Countdown díjátadón az INXS és a Uncanny X-Men rajongói között dulakodás alakult ki, így ennek hatására az ARIA úgy döntött, saját díjátadót rendez.
1987. március 2-től az ARIA már csak a saját szakértői által kiválasztott zenészeknek adja át az ARIA Music Awardsot, hogy ezzel egy éves díjátadó keretében „elismerje az ausztrál zene minden műfajában a kiválóságot és az innovációt.” Az ARIA Hall of Fame 1988. óta azokat az”ausztrál zenei eredményeket ismeri el, melyeknek fontos hatása volt Ausztráliában vagy világszerte.”

## Kritikája
Mint a legtöbb kiadói érdekvédelmi szervezetet, az ARIA-t is kritizálták amiatt, hogy agresszíven lép fel a szerzői jogok megsértése ellen, bár ez nagyrészt kimerül abban, hogy a mozikban közvetlenül a filmek előtt reklámkampányokat vetítenek. Ennek a fellépésnek azonban más hatása van az európai fellépésekkel összevetve, mert ott nincs szerzői jogvédelem, és a szerzői jogok megsértése nem számít bűncselekménynek.
2004. februárban az Australian Record Industry Association (ARIA) jogi lépéseket indított Kazaa ellen, mert szerintük masszívan megszegték a szerzői jogokat. A per 2004. október 29-én kezdődött. Az ARIA kérésére a Sharman Networks ausztrál irodáiban és az ottani vezetőség házában azért tartottak házkutatást, hogy bizonyítékokat szerezzenek.
Az Australian Idol egykori zsűritagja és lemez producer, Ian Dickson azért kritizálta az ARIA-t, mert az intoleráns volt az Australian Idol versenyzőivel szemben, és senkit nem neveztek közülük az ARIA Awardsra.